# سیمون دیویز (بازیکن فوتبال، زاده ۱۹۷۹)
سیمون دیویز (انگلیسی: Simon Davies؛ زادهٔ ۲۳ اکتبر ۱۹۷۹) یک بازیکن فوتبال اهل ولز است.